# Zosterop de l'illa de Rennell
El zosterop de l'illa de Rennell (Zosterops rennellianus) és un ocell de la família dels zosteròpids (Zosteropidae).

## Hàbitat i distribució
Habita els boscos de l'illa de Rennell, a les Salomó sud-orientals.